# 耶雷東薩尼奧納
耶雷東薩尼奧納（法語：Yeredon Saniona），是馬里的城鎮，位於該國中部，由塞古區的尼奧諾省負責管轄，面積307平方公里，海拔高度270米，2009年普查人口總數為17,291人，人口密度每平方公里56人。